# San Sebastián de la Gomera (kommun)
San Sebastián de la Gomera är en kommun i Spanien. Den ligger i provinsen Santa Cruz de Tenerife i den autonoma regionen Kanarieöarna i sydvästra delen av landet, 1 800 km sydväst om huvudstaden Madrid. Antalet invånare är 9 562 (2024). Arean är 113,13 kvadratkilometer. San Sebastián de la Gomera ligger på ön La Gomera. San Sebastián de la Gomera gränsar till Alajeró och Hermigua. 